# Туніс на літніх Олімпійських іграх 2016
Туніс на літніх Олімпійських іграх 2016 представляли 61 спортсмен у 17 видах спорту. Було завойовано три бронзові медалі.

## Медалісти
| Медалі | Спортсмени    | Вид спорту | Дисципліна              | Дата      |
| ------ | ------------- | ---------- | ----------------------- | --------- |
| Бронза | Інес Бубакрі  | Фехтування | жінки, рапіра           | 10 серпня |
| Бронза | Марва Амрі    | Боротьба   | жінки, вільна, до 58 кг | 17 серпня |
| Бронза | Уссама Услаті | Тхеквондо  | чоловіки, до 80 кг      | 19 серпня |

## Спортсмени
| Дисципліна                      | Чоловіки | Жінки | Разом |
| ------------------------------- | -------- | ----- | ----- |
| Легка атлетика                  | 5        | 2     | 7     |
| Бокс                            | 2        | 0     | 2     |
| Веслування на байдарках і каное | 2        | 1     | 3     |
| Велоспорт                       | 1        | 0     | 1     |
| Стрибки у воду                  | 1        | 2     | 3     |
| Фехтування                      | 2        | 3     | 5     |
| Гандбол                         | 14       | 0     | 14    |
| Дзюдо                           | 1        | 3     | 4     |
| Академічне веслування           | 1        | 1     | 2     |
| Вітрильний спорт                | 2        | 2     | 4     |
| Стрільба                        | 0        | 1     | 1     |
| Плавання                        | 2        | 0     | 2     |
| Настільний теніс                | 0        | 1     | 1     |
| Тхеквондо                       | 2        | 1     | 3     |
| Теніс                           | 1        | 1     | 2     |
| Волейбол                        | 2        | 0     | 2     |
| Важка атлетика                  | 1        | 1     | 2     |
| Боротьба                        | 2        | 2     | 4     |
| Разом                           | 41       | 21    | 62    |

## Легка атлетика
Легенда
- Note – для трекових дисциплін місце вказане лише для забігу, в якому взяв участь спортсмен
- Q = пройшов у наступне коло напряму
- q = пройшов у наступне коло за добором (для трекових дисциплін - найшвидші часи серед тих, хто не пройшов напряму; для технічних дисциплін - увійшов до визначеної кількості фіналістів за місцем якщо напряму пройшло менше спортсменів, ніж визначена кількість)
- NR = Національний рекорд
- N/A = Коло відсутнє у цій дисципліні
- Bye = спортсменові не потрібно змагатися у цьому колі

Трекові і шосейні дисципліни
Чоловіки
| Спортсмен      | Дисципліна           | Попередній забіг | Попередній забіг | Півфінал        | Півфінал        | Фінал           | Фінал           |
| Спортсмен      | Дисципліна           | Результат        | Місце            | Результат       | Місце           | Результат       | Місце           |
| -------------- | -------------------- | ---------------- | ---------------- | --------------- | --------------- | --------------- | --------------- |
| Амор бен Ях'я  | 3000 м з перешкодами | 8:23.12          | 4 q              | Н/Д             | Н/Д             | DSQ             | DSQ             |
| Віссем Хосні   | Марафон              | Н/Д              | Н/Д              | Н/Д             | Н/Д             | DNF             | DNF             |
| Атеф Саад      | Марафон              | Н/Д              | Н/Д              | Н/Д             | Н/Д             | 2:19:50         | 62              |
| Хассанін Себей | ходьба на 20 км      | Н/Д              | Н/Д              | Н/Д             | Н/Д             | 1:23:44         | 36              |
| Мохамед Сгайєр | 400 м з бар'єрами    | 50.09            | 5                | Завершив виступ | Завершив виступ | Завершив виступ | Завершив виступ |

Жінки
| Спортсменка   | Дисципліна           | Попередній забіг | Попередній забіг | Фінал     | Фінал |
| Спортсменка   | Дисципліна           | Результат        | Місце            | Результат | Місце |
| ------------- | -------------------- | ---------------- | ---------------- | --------- | ----- |
| Габіба Грібі  | 3000 м з перешкодами | 9:18.71          | 4 Q              | 9:28.75   | 12    |
| Шахінес Насрі | ходьба на 20 км      | Н/Д              | Н/Д              | 1:42:57   | 60    |

## Бокс
| Спортсмен      | Категорія           | 1/16 фіналу         | 1/8 фіналу         | Чвертьфінали       | Півфінали          | Фінал              | Фінал           |
| Спортсмен      | Категорія           | Суперник Результат  | Суперник Результат | Суперник Результат | Суперник Результат | Суперник Результат | Місце           |
| -------------- | ------------------- | ------------------- | ------------------ | ------------------ | ------------------ | ------------------ | --------------- |
| Білел Мхамді   | до 56 кг (чоловіки) | Сунтеле (LES) W 3–0 | Меліан (ARG) L 0–3 | Завершив виступ    | Завершив виступ    | Завершив виступ    | Завершив виступ |
| Хассен Шактамі | до 91 кг (чоловіки) | Bye                 | Руссо (ITA) L 0–3  | Завершив виступ    | Завершив виступ    | Завершив виступ    | Завершив виступ |

## Веслування на байдарках і каное

### Спринт
| Спортсмен       | Дисципліна             | Заїзди   | Заїзди | Півфінали        | Півфінали        | Фінал            | Фінал            |
| Спортсмен       | Дисципліна             | Час      | Місце  | Час              | Місце            | Час              | Місце            |
| --------------- | ---------------------- | -------- | ------ | ---------------- | ---------------- | ---------------- | ---------------- |
| Мохамед Мрабет  | Б-1, 1000 м (чоловіки) | 3:35.084 | 8 Q    | 3:43.145         | 8 FB             | 3:45.122         | 16               |
| Khaled Houcine  | К-1, 200 м (чоловіки)  | 42.499   | 7      | Завершив виступ  | Завершив виступ  | Завершив виступ  | Завершив виступ  |
| Афеф Бен Ісмаїл | Б-1, 500 м (жінки)     | 2:08.170 | 7      | Завершила виступ | Завершила виступ | Завершила виступ | Завершила виступ |

Пояснення до кваліфікації: FA = Кваліфікувались до фіналу A (за медалі); FB = Кваліфікувались до фіналу B (не за медалі)

## Велоспорт

### Шосе
| Спортсмен | Дисципліна                       | Час          | Місце        |
| --------- | -------------------------------- | ------------ | ------------ |
| Алі Нусрі | Групова шосейна гонка (чоловіки) | Не фінішував | Не фінішував |

## Фехтування
| Спортсмен         | Дисципліна                      | 1/32 фіналу        | 1/16 фіналу           | 1/8 фіналу             | Чвертьфінал          | Півфінал                  | Фінал / БМ            | Фінал / БМ       |
| Спортсмен         | Дисципліна                      | Суперник Результат | Суперник Результат    | Суперник Результат     | Суперник Результат   | Суперник Результат        | Суперник Результат    | Місце            |
| ----------------- | ------------------------------- | ------------------ | --------------------- | ---------------------- | -------------------- | ------------------------- | --------------------- | ---------------- |
| Мохаммед Ферджані | індивідуальна рапіра (чоловіки) | Bye                | Davis (GBR) L 7–15    | Завершив виступ        | Завершив виступ      | Завершив виступ           | Завершив виступ       | Завершив виступ  |
| Фарес Ферджані    | індивідуальна шабля (чоловіки)  | Н/Д                | Монтано (ITA) L 11–15 | Завершив виступ        | Завершив виступ      | Завершив виступ           | Завершив виступ       | Завершив виступ  |
| Сарра Бесбес      | індивідуальна шпага (жінки)     | Bye                | Кошта (BRA) W 15–8    | Кірпу (EST) W 15–11    | Sun Yw (CHN) L 11–14 | Завершила виступ          | Завершила виступ      | Завершила виступ |
| Інес Бубакрі      | індивідуальна рапіра (жінки)    | Bye                | Мохаммед (EGY) W 15–4 | Nishioka (JPN) W 15–10 | Гарві (CAN) W 15–13  | ді Франциска (ITA) L 9–12 | Шанаєва (RUS) W 15–11 | 3                |
| Азза Бесбес       | командна шабля (жінки)          | Bye                | Мікіна (AZE) W 15–12  | Kozaczuk (POL) W 15–12 | Брюне (FRA) L 14–15  | Завершила виступ          | Завершила виступ      | Завершила виступ |

## Гандбол
Підсумок

Легенда:
- ET – Після додаткового часу
- P – долю матчу вирішила серія післяматчевих пенальті.

| Команда       | Дисципліна       | Груповий етап      | Груповий етап      | Груповий етап      | Груповий етап      | Груповий етап      | Груповий етап | Чвертьфінал        | Півфінал           | Фінал / БМ         | Фінал / БМ |
| Команда       | Дисципліна       | Суперник Результат | Суперник Результат | Суперник Результат | Суперник Результат | Суперник Результат | Місце         | Суперник Результат | Суперник Результат | Суперник Результат | Місце      |
| ------------- | ---------------- | ------------------ | ------------------ | ------------------ | ------------------ | ------------------ | ------------- | ------------------ | ------------------ | ------------------ | ---------- |
| Tunisia men's | чоловічий турнір | Франція L 23–25    | Данія L 23–31      | Катар D 25–25      | Аргентина L 21–23  | Хорватія L 26–41   | 6             | Завершив виступ    | Завершив виступ    | Завершив виступ    | 12         |

### Чоловічий турнір
Склад команди
Шаблон:Склад чоловічої збірної Тунісу з гандболу на літніх Олімпійських іграх 2016
Груповий етап
Шаблон:Підсумкова таблиця в групі A чоловічого турніру з гандболу на літніх Олімпійських іграх 2016
Шаблон:Чоловічий турнір з гандболу на літніх Олімпійських іграх 2016, гра A3
Шаблон:Чоловічий турнір з гандболу на літніх Олімпійських іграх 2016, гра A5
Шаблон:Чоловічий турнір з гандболу на літніх Олімпійських іграх 2016, гра A7
Шаблон:Чоловічий турнір з гандболу на літніх Олімпійських іграх 2016, гра A12
Шаблон:Чоловічий турнір з гандболу на літніх Олімпійських іграх 2016, гра A14

## Дзюдо
| Спортсмен        | Категорія               | 1/16 фіналу            | 1/8 фіналу              | Чвертьфінали              | Півфінали          | Втішний поєдинок     | Фінал / БМ         | Фінал / БМ       |
| Спортсмен        | Категорія               | Суперник Результат     | Суперник Результат      | Суперник Результат        | Суперник Результат | Суперник Результат   | Суперник Результат | Місце            |
| ---------------- | ----------------------- | ---------------------- | ----------------------- | ------------------------- | ------------------ | -------------------- | ------------------ | ---------------- |
| Файсел Джабалла  | понад 100 кг (чоловіки) | Бор (HUN) L 000–101    | Завершив виступ         | Завершив виступ           | Завершив виступ    | Завершив виступ      | Завершив виступ    | Завершив виступ  |
| Хела Аярі        | до 52 кг (жінки)        | Bye                    | Miranda (BRA) L 000–100 | Завершила виступ          | Завершила виступ   | Завершила виступ     | Завершила виступ   | Завершила виступ |
| Худа Мілед       | до 70 кг (жінки)        | Конвей (GBR) L 000–100 | Завершила виступ        | Завершила виступ          | Завершила виступ   | Завершила виступ     | Завершила виступ   | Завершила виступ |
| Ніхель Шейх Руху | понад 78 кг (жінки)     | Bye                    | Церич (BIH) W 000–000 S | Андеоль (FRA) L 000–000 S | Завершила виступ   | Саїт (TUR) L 000–100 | Завершила виступ   | 7                |

## Академічне веслування
| Спортсмен                         | Дисципліна                       | Заїзди  | Заїзди | Втішний заплив | Втішний заплив | Чвертьфінали | Чвертьфінали | Півфінали | Півфінали | Фінал   | Фінал |
| Спортсмен                         | Дисципліна                       | Час     | Місце  | Час            | Місце          | Час          | Місце        | Час       | Місце     | Час     | Місце |
| --------------------------------- | -------------------------------- | ------- | ------ | -------------- | -------------- | ------------ | ------------ | --------- | --------- | ------- | ----- |
| Мохамед Тайєб                     | одиночки (чоловіки)              | 7:37.95 | 4 R    | 7:27.18        | 4 SE/F         | Bye          | Bye          | 8:02.05   | 2 FE      | 7:53.36 | 27    |
| Нур Ель-Худа Еттаїб Хадіджа Крімі | Парні двійки, легка вага (жінки) | 7:43.33 | 5 R    | 8:33.49        | 6 SC/D         | Н/Д          | Н/Д          | 8:29.45   | 4 FD      | 7:56.26 | 20    |

Пояснення до кваліфікації: FA=Фінал A (за медалі); FB=Фінал B (не за медалі); FC=Фінал C (не за медалі); FD=Фінал D (не за медалі); FE=Фінал E (не за медалі); FF=Фінал F (не за медалі); SA/B=Півфінали A/B; SC/D=Півфінали C/D; SE/F=Півфінали E/F; QF=Чвертьфінали; R=Потрапив у втішний заплив

## Вітрильний спорт
| Спортсмен                | Дисципліна       | Заплив | Заплив | Заплив | Заплив | Заплив | Заплив | Заплив | Заплив | Заплив | Заплив | Заплив | Заплив | Заплив | Очки | Підсумкове місце |
| Спортсмен                | Дисципліна       | 1      | 2      | 3      | 4      | 5      | 6      | 7      | 8      | 9      | 10     | 11     | 12     | M*     | Очки | Підсумкове місце |
| ------------------------ | ---------------- | ------ | ------ | ------ | ------ | ------ | ------ | ------ | ------ | ------ | ------ | ------ | ------ | ------ | ---- | ---------------- |
| Юссеф Акроут             | Лазер            | 21     | 29     | 34     | 26     | 39     | 32     | 37     | 35     | 16     | 27     | Н/Д    | Н/Д    | EL     | 257  | 34               |
| Інес Гматі               | Лазер радіал     | 28     | 23     | 32     | 23     | 21     | 31     | 19     | 28     | 31     | 34     | Н/Д    | Н/Д    | EL     | 235  | 30               |
| Хеді Гарбі Ріхаб Хаммамі | змішані Nacra 17 | 18     | DNF    | 18     | 21     | 19     | 20     | 20     | 18     | 20     | 19     | 18     | 20     | EL     | 211  | 20               |

M = Медальний заплив; EL = Вибув – не потрапив до медального запливу

## Стрільба
| Спортсмен   | Дисципліна                               | Кваліфікація | Кваліфікація | Півфінал         | Півфінал         | Фінал            | Фінал            |
| Спортсмен   | Дисципліна                               | Очки         | Місце        | Очки             | Місце            | Очки             | Місце            |
| ----------- | ---------------------------------------- | ------------ | ------------ | ---------------- | ---------------- | ---------------- | ---------------- |
| Ольфа Чарні | пневматичний пістолет, 10 метрів (жінки) | 384          | 9            | Н/Д              | Н/Д              | Завершила виступ | Завершила виступ |
| Ольфа Чарні | пістолет, 25 метрів (жінки)              | DNF          | DNF          | Завершила виступ | Завершила виступ | Завершила виступ | Завершила виступ |

Пояснення до кваліфікації: Q = Пройшов у наступне коло; q = Кваліфікувався щоб змагатись у поєдинку за бронзову медаль

## Плавання
| Спортсмен      | Дисципліна                            | Попередній заплив | Попередній заплив | Півфінал        | Півфінал        | Фінал           | Фінал           |
| Спортсмен      | Дисципліна                            | Час               | Місце             | Час             | Місце           | Час             | Місце           |
| -------------- | ------------------------------------- | ----------------- | ----------------- | --------------- | --------------- | --------------- | --------------- |
| Ахмед Матлуті  | 200 метрів вільним стилем (чоловіки)  | 1:50.39           | =41               | Завершив виступ | Завершив виступ | Завершив виступ | Завершив виступ |
| Ахмед Матлуті  | 400 метрів вільним стилем (чоловіки)  | 3:52.00           | 35                | Н/Д             | Н/Д             | Завершив виступ | Завершив виступ |
| Ахмед Матлуті  | 200 метрів комплексом (чоловіки)      | 2:04.95           | 27                | Завершив виступ | Завершив виступ | Завершив виступ | Завершив виступ |
| Уссама Меллулі | 1500 метрів вільним стилем (чоловіки) | 15:07.78          | 21                | Н/Д             | Н/Д             | Завершив виступ | Завершив виступ |
| Уссама Меллулі | марафон 10 кілометрів (чоловіки)      | Н/Д               | Н/Д               | Н/Д             | Н/Д             | 1:53:06.1       | 12              |

## Настільний теніс
| Спортсмен    | Дисципліна               | Попередній раунд    | Раунд 1            | Раунд 2            | Раунд 3            | 1/8 фіналу         | Чвертьфінали       | Півфінали          | Фінал / БМ         | Фінал / БМ       |
| Спортсмен    | Дисципліна               | Суперник Результат  | Суперник Результат | Суперник Результат | Суперник Результат | Суперник Результат | Суперник Результат | Суперник Результат | Суперник Результат | Місце            |
| ------------ | ------------------------ | ------------------- | ------------------ | ------------------ | ------------------ | ------------------ | ------------------ | ------------------ | ------------------ | ---------------- |
| Safa Saidani | одиночний розряд (жінки) | Meshref (EGY) L 0–4 | Завершила виступ   | Завершила виступ   | Завершила виступ   | Завершила виступ   | Завершила виступ   | Завершила виступ   | Завершила виступ   | Завершила виступ |

## Тхеквондо
| Спортсмен      | Категорія              | 1/8 фіналу             | Чвертьфінали        | Півфінали          | Втішний поєдинок   | Фінал / БМ         | Фінал / БМ       |
| Спортсмен      | Категорія              | Суперник Результат     | Суперник Результат  | Суперник Результат | Суперник Результат | Суперник Результат | Місце            |
| -------------- | ---------------------- | ---------------------- | ------------------- | ------------------ | ------------------ | ------------------ | ---------------- |
| Уссама Услаті  | до 80 кг (чоловіки)    | Рафалович (UZB) W 11–8 | Liu W-t (TPE) W 1–0 | Cisse (CIV) L 6–7  | Bye                | Лопес (USA) W 14–5 | 3                |
| Яссін Трабелсі | понад 80 кг (чоловіки) | Castillo (CUB) L 4–13  | Завершив виступ     | Завершив виступ    | Завершив виступ    | Завершив виступ    | Завершив виступ  |
| Рахма Бен Алі  | до 57 кг (жінки)       | Hamada (JPN) L 5–9     | Завершила виступ    | Завершила виступ   | Завершила виступ   | Завершила виступ   | Завершила виступ |

## Теніс
| Спортсмен    | Дисципліна                  | 1/32 фіналу                          | 1/16 фіналу        | 1/8 фіналу         | Чвертьфінали       | Півфінали          | Фінал / БМ         | Фінал / БМ       |
| Спортсмен    | Дисципліна                  | Суперник Результат                   | Суперник Результат | Суперник Результат | Суперник Результат | Суперник Результат | Суперник Результат | Місце            |
| ------------ | --------------------------- | ------------------------------------ | ------------------ | ------------------ | ------------------ | ------------------ | ------------------ | ---------------- |
| Malek Jaziri | одиночний розряд (чоловіки) | Тсонга (FRA) L 6–4, 5–7, 3–6         | Завершив виступ    | Завершив виступ    | Завершив виступ    | Завершив виступ    | Завершив виступ    | Завершив виступ  |
| Унс Джабір   | одиночний розряд (жінки)    | Касаткіна (RUS) L 6–3, 6–7(4–7), 1–6 | Завершила виступ   | Завершила виступ   | Завершила виступ   | Завершила виступ   | Завершила виступ   | Завершила виступ |

## Волейбол

### Пляжний
| Спортсмен                                | Дисципліна | Груповий етап | Місце | 1/8 фіналу         | Чвертьфінали       | Півфінали          | Фінал / БМ         | Фінал / БМ      |
| Спортсмен                                | Дисципліна | Суперник Результат | Місце | Суперник Результат | Суперник Результат | Суперник Результат | Суперник Результат | Місце           |
| ---------------------------------------- | ---------- | --- | ----- | ------------------ | ------------------ | ------------------ | ------------------ | --------------- |
| Мохамед Арафет Насер Хоаіб Белхадж Салах | Чоловіки   | Група C Далгауссер – Лусена (USA) L 0 – 2 (7–21, 13–21) Лупо – Ніколаї (ITA) L 0 – 2 (17–21, 13–21) Онтіверос – Вірхен (MEX) L 0 – 2 (10–21, 10–21) | 4     | Завершив виступ    | Завершив виступ    | Завершив виступ    | Завершив виступ    | Завершив виступ |

## Важка атлетика
| Спортсмен      | Категорія           | Ривок     | Ривок | Поштовх   | Поштовх | Загалом | Місце |
| Спортсмен      | Категорія           | Результат | Місце | Результат | Місце   | Загалом | Місце |
| -------------- | ------------------- | --------- | ----- | --------- | ------- | ------- | ----- |
| Карем Бен Гніа | до 69 кг (чоловіки) | 147       | 6     | 177       | DNF     | 147     | DNF   |
| Йосра Хейб     | понад 75 кг (жінки) | 111       | 13    | 138       | 11      | 249     | 11    |

## Боротьба
Легенда:
- VT – Перемога на туше.
- PP – Перемога за очками – з технічними очками в того, хто програв.
- PO – Перемога за очками – без технічних очок в того, хто програв.
- ST – Перемога за явної переваги – різниця в очках становить принаймні 8 (греко-римська боротьба) або 10 (вільна боротьба) очок, без технічних очок у того, хто програв.

Чоловіки
| Спортсмен       | Категорія | Кваліфікація          | 1/8 фіналу         | Чвертьфінал        | Півфінал           | Втішний поєдинок 1 | Втішний поєдинок 2 | Фінал / БМ         | Фінал / БМ |
| Спортсмен       | Категорія | Суперник Результат    | Суперник Результат | Суперник Результат | Суперник Результат | Суперник Результат | Суперник Результат | Суперник Результат | Місце      |
| --------------- | --------- | --------------------- | ------------------ | ------------------ | ------------------ | ------------------ | ------------------ | ------------------ | ---------- |
| Мохамед Саадауї | до 86 кг  | Карімі (IRI) L 0–3 PO | Завершив виступ    | Завершив виступ    | Завершив виступ    | Завершив виступ    | Завершив виступ    | Завершив виступ    | 18         |
| Радхуан Чеббі   | до 125 кг | Камаль (EGY) L 0–4 ST | Завершив виступ    | Завершив виступ    | Завершив виступ    | Завершив виступ    | Завершив виступ    | Завершив виступ    | 19         |

Жінки
| Спортсменка | Категорія | Кваліфікація        | 1/8 фіналу               | Чвертьфінал         | Півфінал            | Втішний поєдинок 1  | Втішний поєдинок 2        | Фінал / БМ              | Фінал / БМ |
| Спортсменка | Категорія | Суперниця Результат | Суперниця Результат      | Суперниця Результат | Суперниця Результат | Суперниця Результат | Суперниця Результат       | Суперниця Результат     | Місце      |
| ----------- | --------- | ------------------- | ------------------------ | ------------------- | ------------------- | ------------------- | ------------------------- | ----------------------- | ---------- |
| Марва Амрі  | до 58 кг  | Bye                 | Ітьо (JPN) L 1–3 ST      | Завершила виступ    | Завершила виступ    | Bye                 | Yeşilırmak (TUR) W 3–1 PP | Раткевич (AZE) W 3–1 PP | 3          |
| Хела Ріабі  | до 63 кг  | Bye                 | Анастасія (LAT) L 0–4 ST | Завершила виступ    | Завершила виступ    | Завершила виступ    | Завершила виступ          | Завершила виступ        | 18         |